# اقتصاد السلفادور
مقارنة بالدول النامية الأخرى فقد شهدت السلفادور معدلات منخفضة نسبياً من نمو الناتج المحلي الإجمالي. ولم ترتفع المعدلات كثيراً في ما يقرب من عقدين من الزمن - وقد ساهم عدم الاستقرار الذي قام به التكامل الدولار الأمريكي قليلاً في تحسين الاقتصاد الكلي. واحد من المشاكل التي يواجهها الاقتصاد السلفادوري هي عدم المساواة في توزيع الدخل. في عام 2011 كان معامل جيني السلفادور 0.485، المماثلة لتلك التي في الولايات المتحدة، ي تاركة 37.8٪ من السكان تحت خط الفقر، بسبب انخفاض الدخل الكلي. أغنى 10٪ من السكان يتلقون ما يقرب من 15 ضعف دخل أفقر 40٪.
حازت السلفادور على المرتبة 95 في مؤشر الابتكار العالمي عام 2023 متقدّمة من المركز 108 عام 2019، ثمّ تراجعت للمرتبة 98 في مؤشر عام 2024.